# نشان جنگجوی شجاع
نشان جنگجوی شجاع (ترکی آذربایجانی: «Cəsur döyüşçü» medalı) یکی از مدالهای جمهوری آذربایجان است. این نشان پیروی پیروزی جمهوری آذربایجان در جنگ دوم قره‌باغ ایجاد شد.

## تاریخچه
در ۱۱ نوامبر سال ۲۰۲۰، الهام علی‌اف، رئیس‌جمهوری آذربایجان، حین عیادت از نظامیان زخمی شده آذربایجانی در جریان جنگ ناگورنو قره‌باغ (۲۰۲۰) از تأسیس نشانهای جدید در این کشور خبر داده و دستورهای مربوط در راستای اعطاء نشان‌ها و جوایزی به غیرنظامیان و نظامیانی که قهرمانی‌ها و حماسه‌آفرینی‌هایی در میدان جنگ و جبهه عقب از خود نشان دادند، صادر کرد. وی همچنین در اقدامی اسامی این مدال‌ها را پیشنهاد داد. در جلسه علنی مجلس ملی این کشور به تاریخ ۲۰ نوامبر سال ۲۰۲۰، پیش نویس قانون اصلاح «قانون تأسیس نشان‌ها در جمهوری آذربایجان» اعلام وصول شد.
طی همان جلسه، نشان جنگجوی شجاع به مناسبت پیروزی جمهوری آذربایجان در جنگ دوم قره باغ و با استناد به قانون یادشده، به تأسیس رسید.

## امتیاز
طبق مصوبه «ایجاد نشان‌های جمهوری آذربایجان»، نشان جنگجوی شجاع یک درجه کوچک‌تر از نشان برای قهرمانی و یک درجه بالاتر از نشان برای برتری در جنگ است.